# Ľuboš Blaha
Ľuboš Blaha (ur. 7 grudnia 1979 w Bratysławie) – słowacki polityk i filozof, wiceprzewodniczący partii SMER, poseł do Rady Narodowej, deputowany do Parlamentu Europejskiego X kadencji.

## Życiorys
Studiował nauki polityczne na Uniwersytecie Mateja Bela w Bańskiej Bystrzycy. W 2004 ukończył filozofię na Uniwersytecie Komeńskiego w Bratysławie. Doktoryzował się po odbyciu studiów doktoranckich w instytucie nauk politycznych Słowackiej Akademii Nauk. W trakcie tych studiów był pracownikiem Komunistycznej Partii Słowacji, odpowiadając za sprawy zagraniczne. Później pełnił funkcję doradcy przewodniczącego parlamentu Pavola Paški. Został pracownikiem naukowym instytutu nauk politycznych SAV. W pracy badawczej zajął się zagadnieniami dotyczącymi marksizmu, liberalizmu i komunitaryzmu.
Związał się z partią SMER, w 2020 został wiceprzewodniczącym tego ugrupowania. W 2012 po raz pierwszy objął mandat posła do Rady Narodowej. Utrzymywał go w kolejnych wyborach w 2016, 2020 i 2023. W październiku 2023 powołano go na wiceprzewodniczącego Rady Narodowej.
W wyborach w 2024 uzyskał mandat eurodeputowanego X kadencji.

## Poglądy i krytyka
Określił się jako lewicowy intelektualista. Uchodzi za polityka prorosyjskiego; w 2014 po aneksji Krymu krytykował wprowadzanie sankcji przeciwko Rosji, opowiadając się za prowadzeniem z tym państwem dialogu.
Aktywny w mediach społecznościowych, miał najwięcej obserwujących swój profil na Facebooku wśród słowackich polityków. Wielokrotnie wzbudzał kontrowersje, zarzucano mu szerzenie mowy nienawiści i dezinformację. Atakował Zuzanę Čaputovą, określając ją jako zdrajczynię, agentkę innych państw i marionetkę Stanów Zjednoczonych; w marcu 2022 sąd zakazał mu dalszego szerzenia takich treści. W listopadzie 2021 Facebook usunął jego film dotyczący szczepień w trakcie pandemii COVID-19; Ľuboš Blaha twierdzi w nim, że szczepionki prowadziły do śmierci pacjentów, a osoby zaszczepione oskarżył o wywołanie kolejnej fali zakażeń. W kwietniu 2022 jego konto czasowo zawieszono po tym, jak określił Madeleine Albright mianem „rzeźnika” (w odniesieniu do jej roli operacji Allied Force z 1999). Ostatecznie w czerwcu 2022 Facebook zamknął jego konto z powodu powtarzających się naruszeń zasad.

## Wybrane publikacje
- Sociálna spravodlivosť a identita, Bratysława 2006
- Späť k Marxovi? Sociálny štát, ekonomická demokracia a teórie spravodlivosti, Bratysława 2009
- Matrix kapitalizmu: blíži sa revolúcia?, Bratysława 2011
- Antiglobalista, Bratysława 2018[3]